# ITPR2
ITPR2 (do inglês, inositol 1,4,5-triphosphate receptor, type 2) é uma proteína que é codificado pelo gene humano ITPR2. A proteína codificada por este gene é um receptor para o inositol trifosfato e um canal de cálcio.

## Leitura de apoio
- JardÃn I, LÃ³pez JJ, Salido GM, Rosado JA (2008). «Functional relevance of the de novo coupling between hTRPC1 and type II IP3 receptor in store-operated Ca2+ entry in human platelets.». Cell. Signal. 20 (4): 737–47. PMID 18249094. doi:10.1016/j.cellsig.2007.12.010 soft hyphen character character in |autor= at position 6 (ajuda)
- Wilker E, Mittleman MA, Litonjua AA;  et al. (2009). «Postural changes in blood pressure associated with interactions between candidate genes for chronic respiratory diseases and exposure to particulate matter.». Environ. Health Perspect. 117 (6): 935–40. PMC 2702409. PMID 19590686. doi:10.1289/ehp.0800279
- Rosado JA, Sage SO (2001). «Activation of store-mediated calcium entry by secretion-like coupling between the inositol 1,4,5-trisphosphate receptor type II and human transient receptor potential (hTrp1) channels in human platelets.». Biochem. J. 356 (Pt 1): 191–8. PMC 1221827. PMID 11336651. doi:10.1042/0264-6021:3560191
- van Es MA, Van Vught PW, Blauw HM;  et al. (2007). «ITPR2 as a susceptibility gene in sporadic amyotrophic lateral sclerosis: a genome-wide association study.». Lancet neurology. 6 (10): 869–77. PMID 17827064. doi:10.1016/S1474-4422(07)70222-3
- Harzheim D, Movassagh M, Foo RS;  et al. (2009). «Increased InsP3Rs in the junctional sarcoplasmic reticulum augment Ca2+ transients and arrhythmias associated with cardiac hypertrophy.». Proc. Natl. Acad. Sci. U.S.A. 106 (27): 11406–11. PMC 2708695. PMID 19549843. doi:10.1073/pnas.0905485106
- Rosado JA, Sage SO (2000). «Coupling between inositol 1,4,5-trisphosphate receptors and human transient receptor potential channel 1 when intracellular Ca2+ stores are depleted.». Biochem. J. 350 Pt 3: 631–5. PMC 1221291. PMID 10970773
- Uhl GR, Liu QR, Drgon T;  et al. (2008). «Molecular genetics of successful smoking cessation: convergent genome-wide association study results.». Arch. Gen. Psychiatry. 65 (6): 683–93. PMC 2430596. PMID 18519826. doi:10.1001/archpsyc.65.6.683
- ChiÃ² A, Schymick JC, Restagno G;  et al. (2009). «A two-stage genome-wide association study of sporadic amyotrophic lateral sclerosis.». Hum. Mol. Genet. 18 (8): 1524–32. PMC 2664150. PMID 19193627. doi:10.1093/hmg/ddp059
- Miyachi K, Iwai M, Asada K;  et al. (2007). «Inositol 1,4,5-trisphosphate receptors are autoantibody target antigens in patients with SjÃ¶gren's syndrome and other systemic rheumatic diseases.». Mod Rheumatol. 17 (2): 137–43. PMID 17437169. doi:10.1007/s10165-006-0555-6
- Kimura K, Wakamatsu A, Suzuki Y;  et al. (2006). «Diversification of transcriptional modulation: large-scale identification and characterization of putative alternative promoters of human genes.». Genome Res. 16 (1): 55–65. PMC 1356129. PMID 16344560. doi:10.1101/gr.4039406
- Mery L, Magnino F, Schmidt K;  et al. (2001). «Alternative splice variants of hTrp4 differentially interact with the C-terminal portion of the inositol 1,4,5-trisphosphate receptors.». FEBS Lett. 487 (3): 377–83. PMID 11163362. doi:10.1016/S0014-5793(00)02362-0
- Diaz F, Bourguignon LY (2000). «Selective down-regulation of IP(3)receptor subtypes by caspases and calpain during TNF alpha -induced apoptosis of human T-lymphoma cells.». Cell Calcium. 27 (6): 315–28. PMID 11013462. doi:10.1054/ceca.2000.0126
- Mayne M, Holden CP, Nath A, Geiger JD (2000). «Release of calcium from inositol 1,4,5-trisphosphate receptor-regulated stores by HIV-1 Tat regulates TNF-alpha production in human macrophages.». J. Immunol. 164 (12): 6538–42. PMID 10843712
- Tanimura A, Tojyo Y, Turner RJ (2000). «Evidence that type I, II, and III inositol 1,4,5-trisphosphate receptors can occur as integral plasma membrane proteins.». J. Biol. Chem. 275 (35): 27488–93. PMID 10874040. doi:10.1074/jbc.M004495200
- Jurkovicova D, Sedlakova B, Lacinova L;  et al. (2008). «Hypoxia differently modulates gene expression of inositol 1,4,5-trisphosphate receptors in mouse kidney and HEK 293 cell line.». Ann. N. Y. Acad. Sci. 1148: 421–7. PMID 19120137. doi:10.1196/annals.1410.034
- Bruce JI, Shuttleworth TJ, Giovannucci DR, Yule DI (2002). «Phosphorylation of inositol 1,4,5-trisphosphate receptors in parotid acinar cells. A mechanism for the synergistic effects of cAMP on Ca2+ signaling.». J. Biol. Chem. 277 (2): 1340–8. PMID 11694504. doi:10.1074/jbc.M106609200
- Suzuki Y, Yamashita R, Shirota M;  et al. (2004). «Sequence comparison of human and mouse genes reveals a homologous block structure in the promoter regions.». Genome Res. 14 (9): 1711–8. PMC 515316. PMID 15342556. doi:10.1101/gr.2435604
- Tovey SC, Dedos SG, Taylor EJ;  et al. (2008). «Selective coupling of type 6 adenylyl cyclase with type 2 IP3 receptors mediates direct sensitization of IP3 receptors by cAMP.». J. Cell Biol. 183 (2): 297–311. PMC 2568025. PMID 18936250. doi:10.1083/jcb.200803172
- Johnson JM, Castle J, Garrett-Engele P;  et al. (2003). «Genome-wide survey of human alternative pre-mRNA splicing with exon junction microarrays.». Science. 302 (5653): 2141–4. PMID 14684825. doi:10.1126/science.1090100